# J-Pop
J-Pop (in Japan teilweise auch Jポップ J-Poppu geschrieben) ist eine abkürzende Schreibweise von Japanese pop music (englisch für japanische Popmusik) oder Japan Pop und bezeichnet ein weit gefasstes musikalisches Genre, welches sich in den 1990er-Jahren in der japanischen Musikwelt etabliert hat. Der Begriff wurde von japanischen Medien eingeführt, um inländische von ausländischer Musik zu unterscheiden.

## Allgemeines

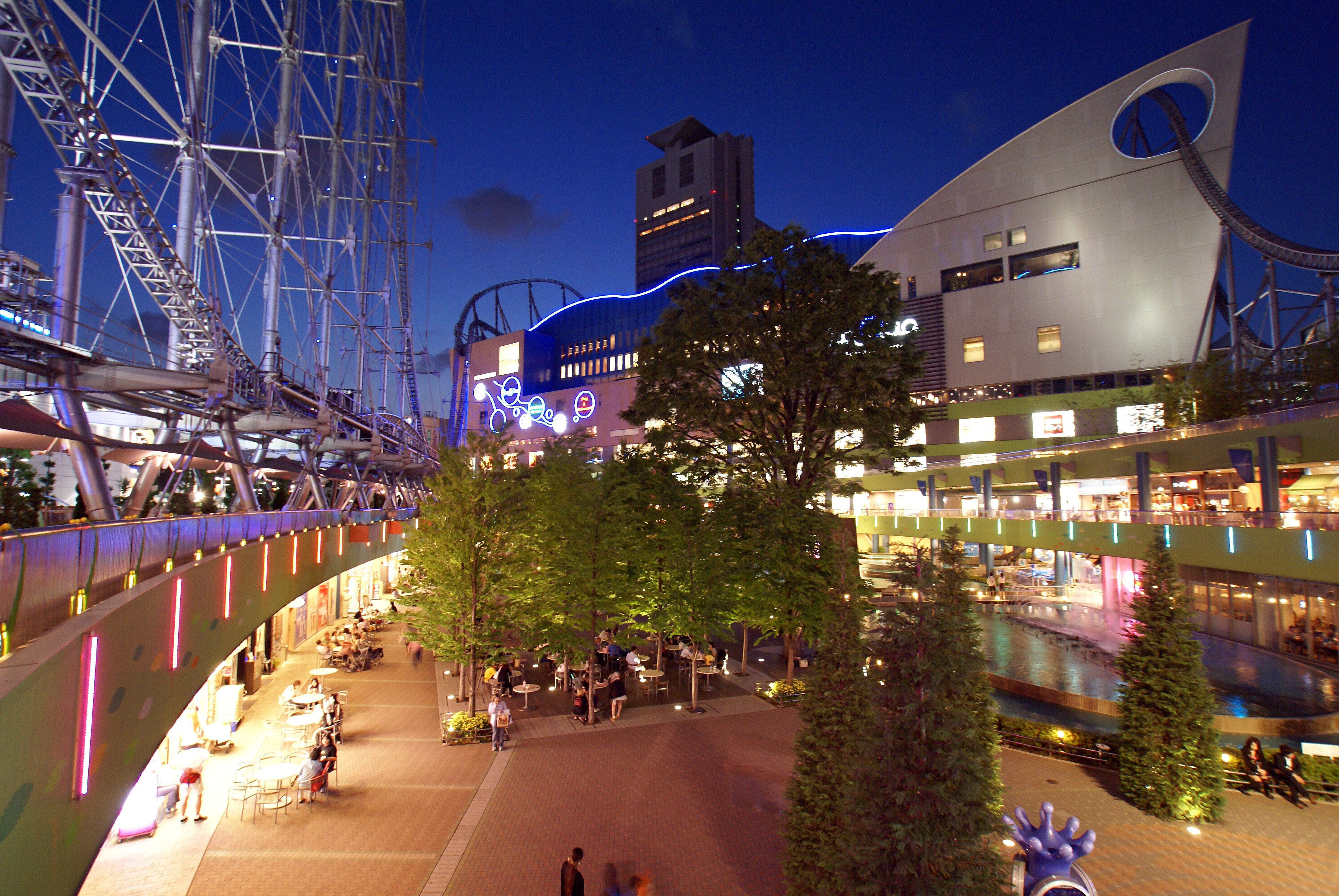
Unterhaltungsviertel Tokyo Dome City im Tokioter Bezirk Bunkyō, in dem Konzerte und Sportveranstaltungen ausgetragen werden

Im Gegensatz zur vorher als Kayōkyoku bezeichneten in Japan populären Musik benutzte J-Pop eine eigene Form der Aussprache. So sprach etwa Keisuke Kuwata das Wort „Karada“ (体, dt. Körper, Statur) mit Anspielung auf die englischen Wurzeln als „Kyerada“ aus. Der sich dadurch etablierende und aus der englischen Sprache entliehene Begriff bezeichnet heute nahezu vollständig die gesamte populäre Musik Japans und somit indirekt auch den zweitgrößten Musikmarkt hinter dem der USA.
Im deutschsprachigen Raum ist J-Pop vor allem bei Anime-Fans populär, denn viele bekannte japanische Komponisten und Gruppen wirken bei der Musik von Anime-Fernsehserien mit und zahlreiche prominente Synchronsprecher treten auch als J-Pop-Künstler auf. Diese Art des J-Pop wird in Japan auch häufig Idol-Pop genannt. Großen Einfluss hatte Mitte der 1980er-Jahre Onyanko Club, eine Band, die nur aus Schülerinnen bestand.
Vom J-Pop unterscheiden sich die im traditionellen japanischen Musikstil komponierten japanischen Schlager (Enka).
J-Pop ist integraler Bestandteil der japanischen Popkultur, vorzufinden in Anime, Werbespots, Filmen, Fernsehsendungen und Videospielen und anderen Formen der japanischen Unterhaltung. In Anime- und TV-Sendungen, vor allem Dramen, werden Vor- und Abspannlieder bis zu vier Mal pro Jahr geändert. Da die meisten Programme eine Kombination von Vor- und Abspannliedern haben, kann eine Sendung acht Stücke pro Saison haben.
In den vergangenen zehn Jahren hat J-Pop weltweit Fans über Videospiele und Anime gewonnen. Die Titellieder und die Musik dieser Spiele und Anime führen zu weiterem Interesse an J-Pop und anderen Genres der japanischen Musik. Mittlerweile existieren in den USA Mainstream-Anbieter, welche japanische Klingeltöne offiziell verkaufen.
Mit J-Pop meint man japanischsprachige Lieder, heutzutage auch mit (vereinzelt) englischen Wörtern. Sollte ein japanischer Künstler ein Lied komplett auf Englisch aufnehmen, so fällt dies in die Kategorie Pop. Damit wird erklärt, dass sich der Begriff J-Pop nicht auf die Herkunft der Künstler bezieht. Auch auf keine bestimmte Musikrichtung, denn das J, das für Japanese steht (engl. f. japanisch), bezieht sich auf die Sprache und auf keine wirklich bestimmte Musikrichtung.

## Geschichte

### 1930er- bis 1960er-Jahre: Ryūkōka

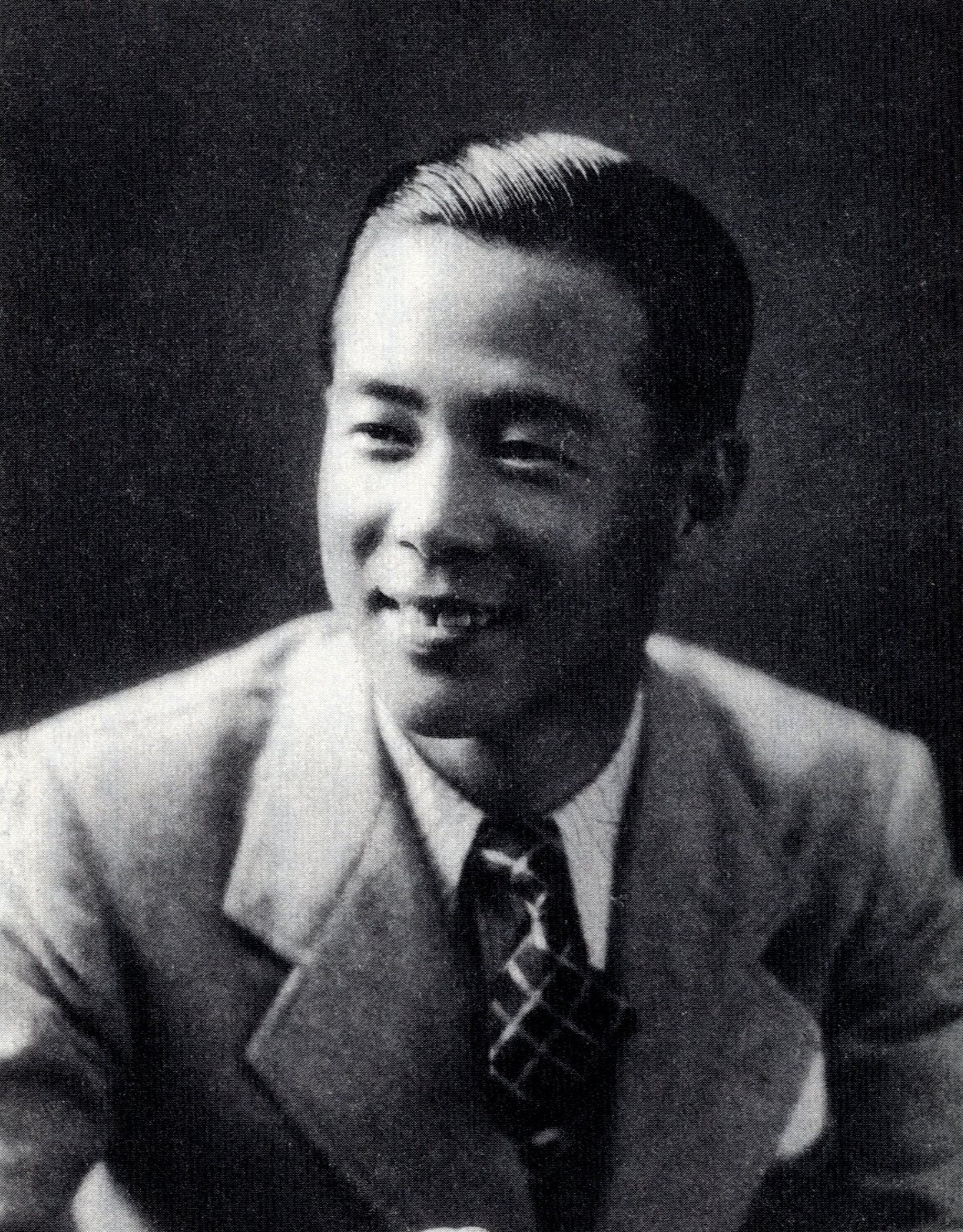
Ichirō Fujiyama ist ein einflussreicher Ryūkōka-Sänger.

Die japanische populäre Musik wurde, vor der Aufteilung in Enka und Pop (Poppusu), Ryūkōka genannt. Dieses Genre hat seine Herkunft aus der Meiji-Zeit, jedoch weisen einige Experten den Anfang auf die Taishō-Zeit zu, da dieses Genre zu dieser Zeit in ganz Japan populär wurde. In der Taishō-Zeit wurden überwiegend westliche Musik-Technologien und -Instrumente, die in der Meiji-Zeit eingeführt wurden, benutzt. Beeinflusst von westlichen Genres, wie zum Beispiel Jazz und Blues, übernahm das Ryūkōka-Genre Instrumente wie die Gitarre, die Mundharmonika und die Violine. Allerdings wurden die Melodien häufig für die traditionelle japanische Pentatonik geschrieben. In den 1930er-Jahren veröffentlichte Ichirō Fujiyama populäre Lieder mit seiner Tenor-Stimme. Ichirō sang seine Lieder mit einem tieferen Volumen als in der Oper verwendet in das Mikrofon (die Technik wird manchmal auch Crooning bezeichnet).
Der Jazzmusiker Ryōichi Hattori versuchte, einheimische Musik zu produzieren, die ein Aroma der Blues-Musik beinhaltete. Er komponierte von Noriko Awaya den Hit Wakare no Burūsu (jap. 別れのブルース). Die Künstlerin wurde eine erfolgreiche und populäre Sängerin und wurde in Japan als Queen of Blues betitelt. Während des Krieges wurde durch den Druck der kaiserlichen Armee das Auftreten der Jazz-Musik vorübergehend angehalten. Ryōichi, der zum Ende des Krieges in Shanghai lebte, produzierte populäre Lieder wie von Shizuko Kasagi Tokyo Boogie-Woogie und von Ichirō Fujiyama das Lied Aoi Sanmyaku (jap. 青い山脈). Später wurde Ryōichi unter dem Namen Father of Japanese Poppusu (Vater des japanischen Pops) bekannt. Die Soldaten der Vereinigten Staaten, die in Japan beschäftigt waren, und der Radiosender Far East Network (kurz FEN), stellten dem japanischen Land eine Vielzahl neuer musikalischen Stile vor. Somit wurde der Armee Lieder mit Blues, Boogie-Woogie, Country-Musik und Mambo vorgespielt. Chiemi Eris Lied Tennessee Waltz (veröffentlicht im Jahr 1952), Hibari Misoras Omatsuri Mambo (jap. お祭りマンボ) (1952) und Izumi Yukimuras Coverlied Till I Waltz Again with You (1953) wurden ebenso populär. Ausländische Musiker und Musikgruppen, inklusive JATP und Louis Armstrong, besuchten auch erstmals Japan, um Konzerte zu geben. In der Mitte der 1950er-Jahre wurde das Subgenre Jazz Kissa (jap. ジャズ喫茶, Jazu Kissa; Jazz Café) populär, mit dem live gespielte Jazz-Musik bezeichnet wurde. Jazz hatte eine Riesenwirkung auf J-Pop, jedoch wurde der authentische Jazz nicht die Hauptrichtung der japanischen Musik. In den späten 1950er- und den frühen 1960er-Jahren polarisierte sich die populäre japanische Musik zwischen Urban Kayō und dem modernen Enka.

### 1960er-Jahre: Anfang des modernen Stils

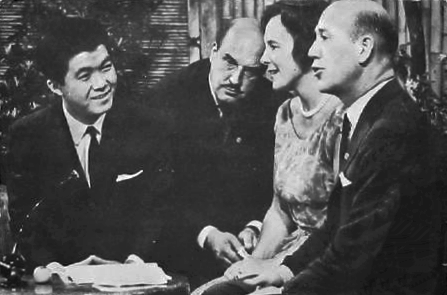
Kyū Sakamoto (links) im Jahr 1964. Sein Lied Sakuyaki war das erste japanische Lied, das die Höchstplatzierung in den Billboard Hot 100 erreichen konnte.

#### Rokabirī Boom und Wasei Pops
Während der 1950er- und 1960er-Jahre sammelten viele Kayōkyoku-Sänger bei Auftritten in den US-Militär-Basen in Japan Erfahrungen. Zu dieser Zeit reorganisierte der Yakuza-Boss Kazuo Taoka die Konzerttourneen und behandelte die Künstler als professionelle. Viele dieser Künstler wurden später zu Schlüsselfiguren in der J-Pop-Szene.
Im Jahr 1956 startete die japanische Rock ’n’ Roll Welle durch die Country-Gruppen Kosaka Kazuya und Wagon Masters. Ihr nachgesungenes Lied Heartbreak Hotel von Elvis Presley verhalf dem Rock ’n’ Roll zum neuen Trend. Diese Musik wurde auch Rockabilly (jap. ロカビリー, Rokabirī) in den japanischen Medien genannt. Künstler lernten dieses Genre und übersetzten die Texte der populären amerikanischen Lieder. Dies war die Geburt von Cover Pops (jap. カヴァーポップス, Kavā Poppusu). Die Rockabilly-Bewegung erreichte ihren Höhepunkt, als 45.000 Menschen die ersten Auftritte von Sängern im Nichigeki Western Carnival (Februar 1958) sahen.
Kyū Sakamoto, ein Fan von Elvis, machte sein Debüt als Mitglied der Band The Drifters, auf dem Nichigeki Western Carnival, im Jahr 1958. Sein 1961 veröffentlichtes Lied Ue wo Muite Arukō (jap. 上を向いて歩こう), das in der ganzen Welt als Sukiyaki bekannt war, wurde in den Vereinigten Staaten im Jahr 1963 veröffentlicht. Es ist das bis heute einzige japanische Lied, das die Höchstposition in den Vereinigten Staaten erreichen konnte und hielt sich vier Wochen in den Cashbox- und drei Wochen in den Billboard-Charts. Es konnte auch mit einer goldenen Schallplatte, für mehr als eine Million verkauften Einheiten, zertifiziert werden. Während dieser Periode wurde auch das weibliche Duo The Peanuts populär. Ihre Lieder wurden auch später von der Band Candies gecovert. Künstler wie Kyū Sakamoto und The Peanuts werden Wasei Pops (jap. 和製ポップス, Wasei Poppusu; In Japan gemachter Pop) genannt.
Nachdem häufig die Gruppenmitglieder von The Drifters geändert wurden, formierte Chosuke Ikariya die Gruppe im Jahr 1964 unter demselben Namen neu. Auf einem Beatles Konzert im Jahr 1966 traten sie als Curtain Raisers auf. Die Gruppe wurde mit der Veröffentlichung von Zundoko-Bushi (jap. ズンドコ節), im Jahr 1969, populär. Zusammen mit der Enka-Sängerin Keiko Fuji, gewannen sie den Preis für die Massen Popularität (original: The Award for Mass Popularity), bei den 12. Japan Record Awards, im Jahr 1970. Keiko Fujis 1970 veröffentlichtes Album Shinjuku no Onna / „Enka no Hoshi Fuji Keiko no Subete“ (jap. 新宿の女/「演歌の星」藤圭子のすべて) etablierte in Japan einen All-Zeit-Rekord, als es sich 20 Wochen ununterbrochen an der Spitze der japanischen Oricon-Charts hielt. The Drifters wurden später als TV-Persönlichkeiten bekannt und haben Idole wie Momoe Yamaguchi und Candies in ihr TV-Programm eingeladen.

#### Eleki Boom und Group Sounds

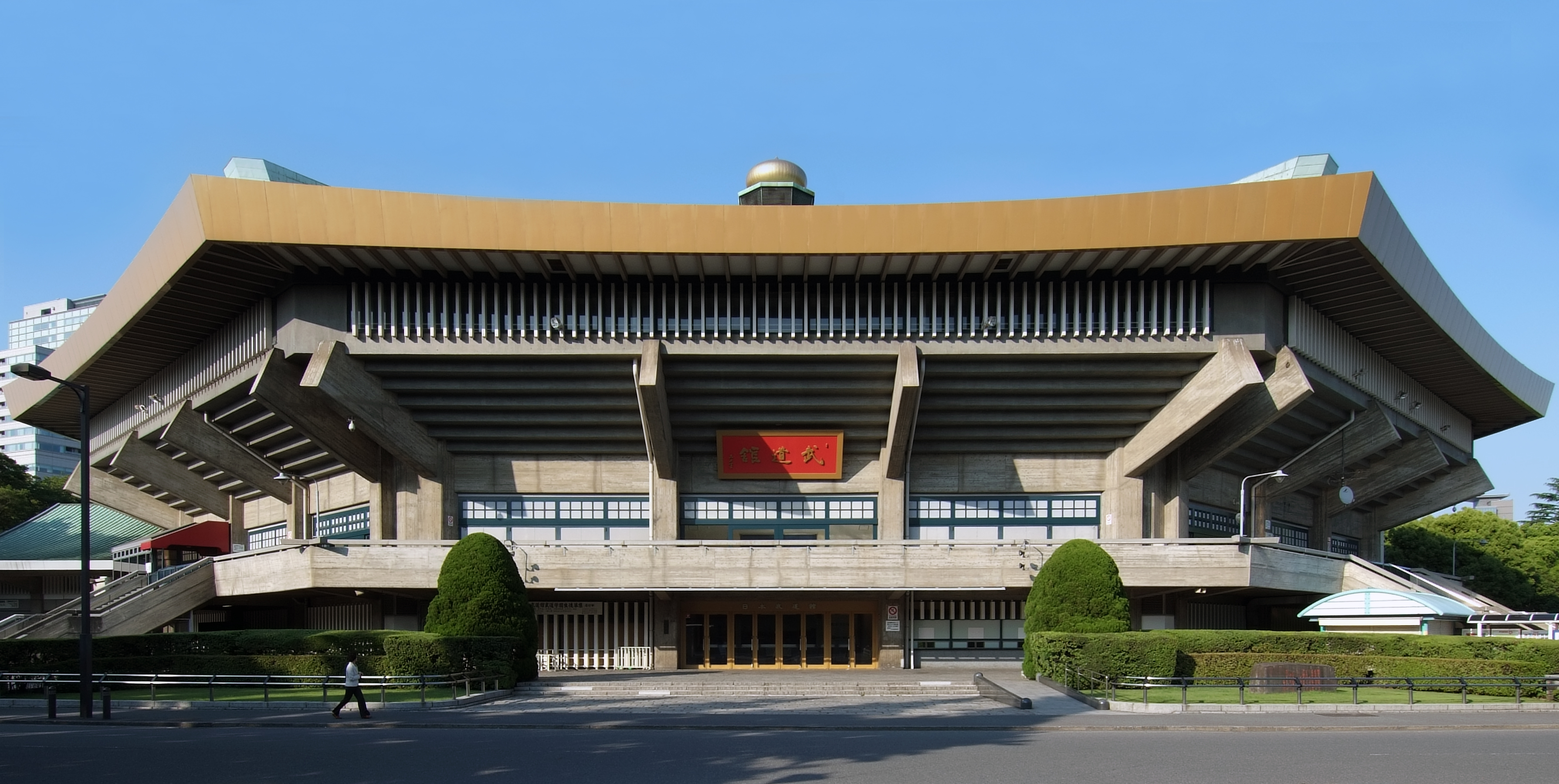
Der Nippon Budōkan ist ein legendärer Ort für japanische Musiker.

The Ventures, die für die weite Verbreitung der E-Gitarre in Japan verantwortlich sind, besuchten Japan im Jahr 1962. Man nannte dies auch Eleki Boom. Yūzō Kayama und Takeshi Terauchi wurden erfolgreiche Spieler der E-Gitarre. Nachdem die Beatles nach Japan kamen und ihre Lieder im Nippon Budōkan sangen, wurden sie die erste Rockmusikgruppe, die dort ein Konzert gaben. Die Öffentlichkeit glaubte, dass sie für die Jugendkriminalität verantwortlich waren. Die japanische Regierung setzte die Polizei gegen die jungen Rock-Fans am Nippon Budōkan ein. John Lennon hatte das Gefühl, in Japan nicht anerkannt zu werden, aber die Beatlemania starb dort nie wirklich aus. Die Beatles inspirierten viele japanische Bands, die das Group Sounds Genre in Japan gründeten.
Die meisten japanischen Musiker fühlten sich, als würden sie keine Rockmusik in Japan singen können. Somit sank allmählich die Popularität der japanischen Rockmusik. Als Folge gab es Debatten, wie Sollten wir Rockmusik in japanischer Sprache singen? und Sollten wir englisch singen?, zwischen Happy End und Yuya Uchida, über die japanische Rockmusik. Diese Konfrontation wurde japanischsprachige Rock-Kontroverse (jap. 日本語ロック論争, Nihongo Rokku Ronsō?) genannt. Die Gruppe Happy End habe bewiesen, dass man Rockmusik auf japanischer Sprache singen könnte und es existiert die Theorie, dass sie einer der Gründer des modernen J-Pops sind. Die Beatles inspirierten auch Eikichi Yazawa, der in einer unterprivilegierten Familie als Halbwaise aufwuchs. Keisuke Kuwata, der in einer Familie mit Dual-Einkommen aufwuchs, war wegen seiner älteren Schwester, die ein begeisterter Beatles-Fan war, von ihnen inspiriert. Auch Yōsui Inoue war ein Fan der Beatles, aber er erklärte, dass sein Musikstil keinen besonderen Zusammenhang zu ihnen hatte. Nachdem die Gruppe Hapy End sich im Jahr 1973 aufgelöst hatte, begann Haruomi Hosono (ein ehemaliges Gruppenmitglied) eine Solokarriere und war später der Gründer von Yellow Magic Orchestra.

### 1970er-Jahre: Entwicklung der „New Music“

#### Fōku und New Music
In den frühen 1960er-Jahren wurden japanische Musiker vom American Folk Music Revival, das auch Fōku (jap. フォーク; Volk) genannt wird, inspiriert, obwohl es meistens nur Cover waren. In den späten 1960er-Jahren wurde die japanische Band The Folk Crusaders populär und ihre Musik wurde mit Fōku bezeichnet. Im Gegensatz zur Enka Musik sangen Fōku Sänger wie Wataru Takada Texte über soziale Verspottung.
Schließlich in den frühen 1970er-Jahren wurde die Bezeichnung des Fōkus, von der Begleitung einer Gitarre, bis zu mehreren musikalisch komplexeren Arrangements, auf New Music (jap. ニューミュージック, Nyū Myūjikku; Neue Musik) geändert. Anstatt soziale Botschaften zu überbringen, fokussierte man sich nun auf liebevolle, persönlichere Botschaften. Im Juni 1972 produzierte der Sänger und Songwriter Takuro Yoshida einen Hit Kekkon Shiyō yo (jap. 結婚しようよ). Es wurde kaum für das Lied geworben und die Fans des Fōkus wurden daher auch sauer. Die meistverkaufte Single des Jahres 1972 war Onna no Michi (jap. 女のみち) von Shiro Miya mit dem Pinkara Trio mit mehr als 3,25 Millionen verkauften Einheiten. Am 1. Dezember 1973 veröffentlichte Yōsui Inoue das Album Kōri no Sekai (jap. 氷の世界), das die Höchstplatzierung in den Oricon-Charts erreichen konnte und einen derzeit nicht geschlagenen Rekord von 13 Wochen in Folge auf der Nummer eins schaffen konnte. Außerdem war er mit dem Album ganze 35-mal auf der Höchstposition und hielt sich für 113 Wochen in den Top 10 der Oricon-Charts. Die japanische Musiklegende Yumi Matsutōya (die früher mit ihrem Geburtsnamen Yumi Arai bekannt war), veröffentlichte 1975 die Single Ano Hi ni Kaeritai (jap. あの日に帰りたい), die ihre erste Nummer eins Single war. Miyuki Nakajima, Amii Ozaki und Junko Yagami waren ebenso populäre Sänger und Songwriter in dieser Periode. Erstmals wurde nur Yumi Matsutōya häufig als eine New-Music-Künstlerin bezeichnet, aber das Konzept des japanischen Fōkus veränderte sich mit der Zeit. Zu dieser Zeit debütierten auch Chage and Aska und natürlich die Folkband Off Course, die Kazumasa Oda als Mitglied hatte. Sie veröffentlichten einen Hit namens Sayōnara (jap. さようなら).

#### Entstehung der japanischen Rock- und Electro-Musik
Die Rockmusik blieb in den frühen 1970er-Jahren in Japan unpopulär, obwohl die Band Happy End, die Rock mit traditioneller japanischen Musik vereinte, zum Mainstream-Erfolg wurde. Viele verschiedene Künstler fingen in dieser Periode an, mit Electro oder Synth Rock zu experimentieren. Erwähnenswert ist der international bekannte Isao Tomita, der 1972 das Album Electric Samurai: Switched on Rock veröffentlichte und mit einem elektronischen Synthesizer und einer Überarbeitung von Rock und Pop in sein Werk einfließen ließ. Andere Beispiele für die elektronische Rockmusik wären zum Beispiel Yōsui Inoue, mit seinem Folkrock und Pop Album Ice World (1973) und Osamu Kitajima, mit seinem Mix aus Progressive Rock und Psychedelic Rock Album Benzaiten (jap. 弁才天) (1974). Beide Alben hatten Beiträge von Haruomi Hosono, der später die elektronische Musikgruppe Yellow Magic Band gründete, die später 1977 als Yellow Magic Orchestra bekannt waren.
1978 wurde Eikichi Yazawas Single Jikan yo Tomare (jap. 時間よ止まれ) zu einem Hit, da sich die Single bis zu 640.000-mal verkaufen konnte. Er wird daher auch als einer der Pioniere des japanischen Rocks bezeichnet und zog wegen des Erfolgs in die Vereinigten Staaten, wo er die Alben Yazawa (jap. 矢沢), It’s Just Rock ’n’ Roll und Flash in Japan aufnahm. Jedes der drei Alben wurde unter anderem weltweit veröffentlicht, allerdings war es kein kommerzieller Erfolg. Keisuke Kuwata gründete die Band Southern All Stars (kurz SAS), die 1978 debütierten. Die Gruppe ist bis heute sehr populär in Japan.
Im selben Jahr machten Yellow Magic Orchestra (kurz YMO) ihr offizielles Debüt mit ihrem gleichnamigen Album. Die Band, die aus den Gruppenmitgliedern Haruomi Hosono, Yukihiro Takahashi und Ryūichi Sakamoto besteht, entwickelten das Synthie-Pop-Genre weiter. In Japan werden auch die Begriffe Technopop und Electro Music dazu verwendet. Ihr 1979 veröffentlichtes Solid State Survivor Album erreichte erst im Juli 1980 die Spitze der Oricon-Charts und konnte sich bisher mehr als zwei Millionen Mal weltweit verkaufen. Um dieselbe Zeit hielt sich das Album mit einer EP von YMO namens X∞Multiplies für sieben Wochen an der Spitze der Charts. Dies machte sie zur einzigen Band in der japanischen Chart-Geschichte, die dies vollbracht haben. Ihre Jungen Fans nannte man während dieser Periode auch YMO Generation (jap. YMO世代, YM Sedai). YMO hatte eine besondere Auswirkung auf die japanische Popmusik, die angefangen hatte, von der elektronischen Musik stark beeinflusst zu werden. Außerdem hatten sie eine riesige Auswirkung auf die elektronische Musik weltweit. Southern All Stars und Yellow Magic Orchestra symbolisierten das Ende der New-Music-Ära und legten die ersten Steine für das J-Pop-Genre der 1980er-Jahre. Beide Bands wurden später auch von HMV Japan in die Liste der Top 100 Japanese Musicians of All Time gewählt.

### 1980er-Jahre: Verschmelzung mit dem Kayōkyoku

#### City Pop

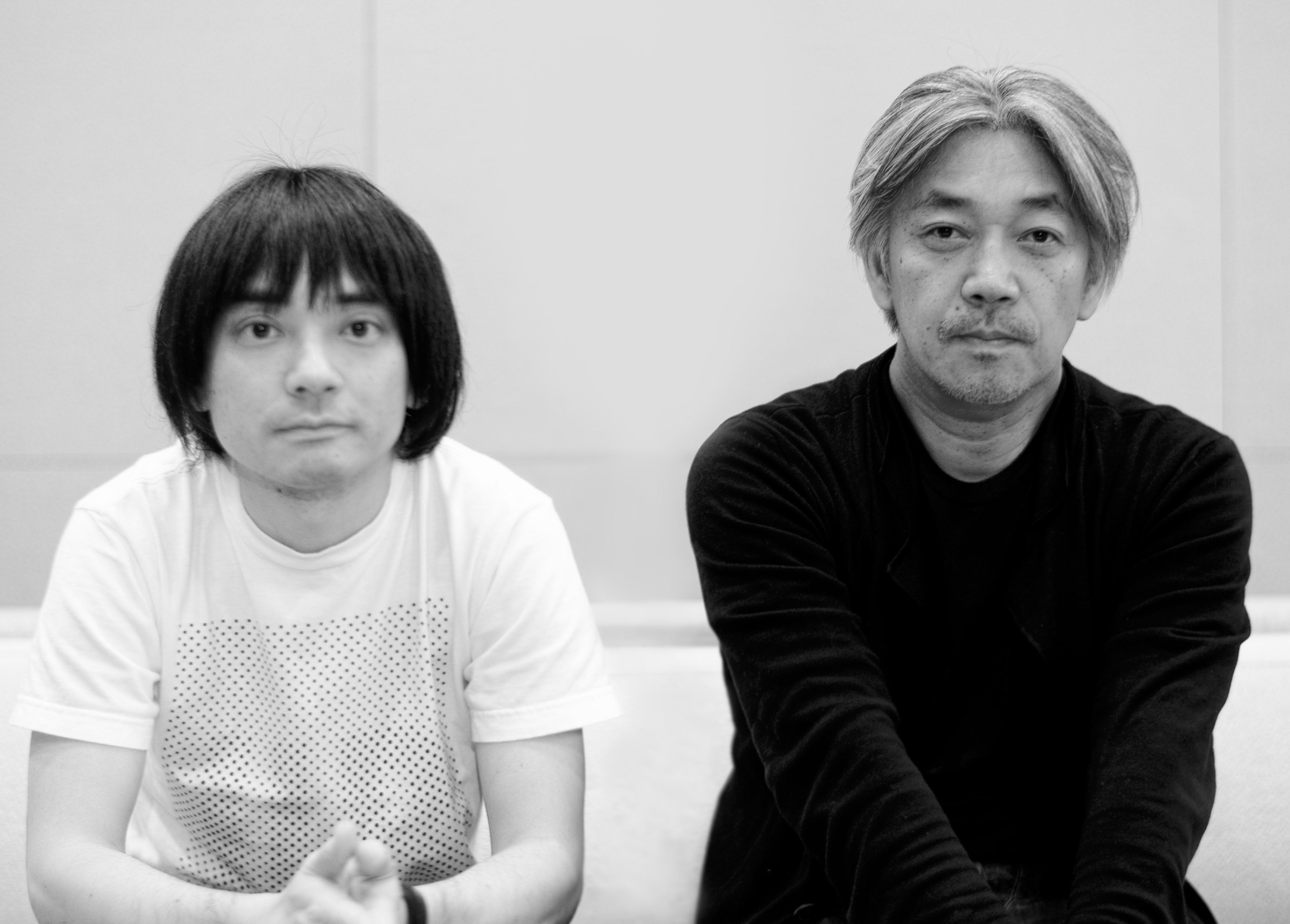
Shibuya-kei Artisten Keigo Oyamada (links) mit YMO Mitglied und Grammy-Gewinner Ryūichi Sakamoto (rechts)

Mit der Ausbreitung des Autoradios in den frühen 1980er-Jahren kam der Begriff City Pop (jap. シティーポップ, Shitī Poppu; dt. Stadt Pop) in die Menge, um einen Typ der populären Musik mit städtischem Thema zu beschreiben. Tokio war besonders von vielen Liedern dieser Art inspiriert, insbesondere der Stil der Wall of Sound, welcher von den Produzenten Phil Spector und Brian Wilson ausging. Während dieser Zeit waren Musikfanatiker und Artisten in Japan beeinflusst von der Album-oriented Rock (besonders von der Adult Contemporary) und dem Crossover (besonders vom Jazz Rock). Die Rockband Happy End darf sich einer der Gründer des City Pops nennen.
Akira Terao und Anri wurden in dieser Periode berühmt. Akira Teraos Album Reflections, welches 1981 veröffentlicht wurde, war das meistverkaufte Album in den 1980er-Jahren in Japan mit mehr als 1,65 Millionen verkauften Einheiten.
Tatsurō Yamashita und seine Frau Mariya Takeuchi wurden ebenso in dieser Periode populär. Tatsurō Yamashitas Lied Christmas Eve, welches 1983 veröffentlicht wurde, erreichte die Höchstspitze der Oricon-Charts am 25. Dezember 1989. Im Jahr 1989 gewann Ryūichi Sakamoto einen Grammy für seinen Beitrag zum Film Der letzte Kaiser.
Allerdings sank die Popularität des City Pops, als die Deflation in Japan im Jahr 1992 einschlug. Die musikalischen Charaktereigenschaften, die auf den kulturellen Hintergrund weisen, wurden von Shibuya-kei-Künstlern wie Pizzicato Five und Flipper’s Guitar fortgesetzt.

#### Wachstum der japanischen Rock-Industrie

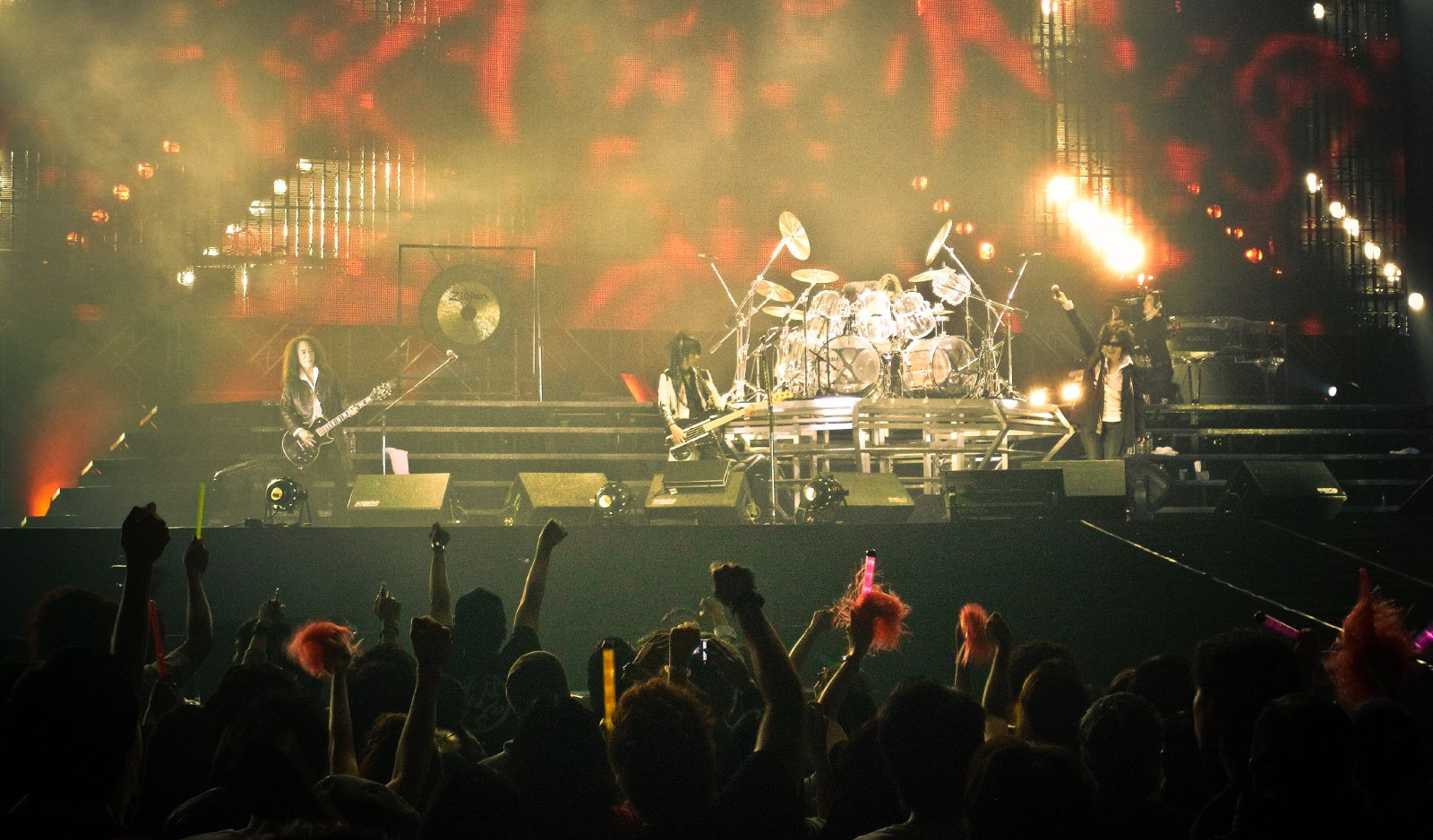
Die einflussreiche Visual Kei Gruppe X Japan, nach ihrer Wiedervereinigung 2007, in Hongkong, auf einem Konzert (2009)

Während der 1980er-Jahre wurden Rock-Bands wie Southern All Stars, RC Succession, Anzen Chitai, The Checkers, The Alfee und The Blue Hearts populär. The Alfee waren die ersten Künstler, die einen Auftritt vor 100.000 Menschen in Japan gaben. Einige japanische Musiker, wie zum Beispiel Boøwy, TM Network und Buck-Tick, waren von der Modewelle New Romantic beeinflusst.
Die Gruppe Boøwy mit Sänger Kyosuke Himuro und dem Gitarristen Tomoyasu Hotei wurde zu einer besonders einflussreichen Rock-Band. Deren drei Alben erreichten die Höchstspitze im Jahr 1988. Dies machte sie zu den ersten männlichen Künstlern, die drei Alben als Höchstplatzierungen in einem Jahr hatten. Später nahmen sich japanische Rock-Bands an dieser Band ein Beispiel. Der Gitarrist Tak Matsumoto, der für TM-Networks-Konzerte warb, formte das Rock-Duo B’z mit dem Sänger Kōshi Inaba im Jahr 1988.
In den späten 1980er-Jahren gründete man die Girlgroup Princess Princess, eine sehr erfolgreiche Pop-Rock-Band. Ihre Singles Diamonds und Sekai de Ichiban Atsui Natsu (jap. 世界でいちばん熱い夏) konnten Platz eins und Platz zwei in den Oricon Yearly Single Charts für 1989 erreichen.
Der neue Trend folgte auch in den späten 1980er-Jahren Visual Kei, eine Bewegung von vielen männlichen Bands, die Make-up tragen, extravagante Frisuren haben und androgyne Kostüme tragen. Die erfolgreichste Gruppe dieser Bewegung ist X Japan, die damals nur X hießen, außerdem feierte die Band Buck-Tick gleiche Erfolge. X Japan veröffentlichten ihr Debütalbum Vanishing Vision über ein Indie-Label Extasy Records im Jahr 1988. Das Album Blue Blood wurde dann ein Jahr später über CBS Sony veröffentlicht. Das Album Blue Blood verkaufte sich mehr als 712.000-mal und das Jealousy Album, welches 1991 veröffentlicht wurde, verkaufte sich mehr als 1,11 Millionen Mal. Eigentlich ist X Japan eine Heavy-Metal-Band, aber der Gitarrist Hide kam unter Einfluss des Alternative Rock und veröffentlichte später, 1994, sein erstes Solo-Album Hide Your Face, welches ihm eine erfolgreiche Solo-Karriere verschaffte.

#### Das goldene Zeitalter
In den 1970er-Jahren stieg die Popularität von Idol-Sängerinnen, darunter Mari Amachi, Saori Minami, Momoe Yamaguchi und Candies. Momoe Yamaguchi war eine der ersten Kayōkyoku-Sängerinnen, die eine charakteristische Aussprache des J-Pops verwendete. Hiromi Go debütierte im Jahr 1972, mit dem Lied Otokonoko Onnanoko (jap. オトコのコ オンナのコ), sie kommt ursprünglich von Johnny & Associates.
Das weibliche Duo Pink Lady debütierte im Jahr 1976, als sie ihre Single Pepper Keibu (jap. ペッパー警部) veröffentlichten. Sie hielten den ersten Rekord mit neun Nummer-eins-Hits in Reihen.
Die dritte Single von Seiko Matsuda, die sie 1980 veröffentlichte, hieß Kaze wa Aki Iro (jap. 風は秋色) und erreichte damit die Höchstplatzierung in den Oricon-Charts. Nun produzierte Haruomi Hosono auch für Seiko Matsuda. Sie war auch die erste Künstlerin, die 24 Nummer-eins-Hits in Folge in den Oricon-Charts platzieren konnte und brach damit den Rekord von Pink Lady.
Weitere Idol-Sängerinnen, die bedeutsam für die 1980er-Jahre waren, sind Akina Nakamori, Yukiko Okada, Kyōko Koizumi, Yōko Minamino, Momoko Kikuchi, Yōko Oginome, Miho Nakayama, Minako Honda und Chisato Moritaka. Yukiko Okada nahm bei den Japan Record Awards im Jahr 1984 den Titel für den besten Neuling, beziehungsweise Best New Artist, entgegen. Akina Nakamori gewann den Grand Prix Award in zwei folgenden Jahren (1985 und 1986), ebenso gewann sie einen Japan Record Award.
Die japanische Idol-Gruppe Onyanko Club debütierte 1985 und wurde vom populären Produzenten und Sänger Shizuka Kudō produziert. Sie änderten das Image der japanischen Idole. Um 1985 distanzierten sich die Menschen jedoch vom Kreations-System der Idole. Ein Jahr später veröffentlichte Yukiko Okada ihr Lied Kuchibiru Network (jap. くちびる Network), das von Seiko Matsuda geschrieben und von Ryūichi Sakamoto komponiert wurde. Das Lied wurde zum Hit, doch sie beging sofort danach Suizid.
Hikaru Genji, eine Band von Johnny & Associates, debütierte 1987. Sie wurden wegen ihres Rollschuhlaufen-Themas sehr einflussreich und einige der Gruppenmitglieder starteten später eine erfolgreiche Solo-Karriere. Ihr Lied Paradise Ginga, das von Aska geschrieben wurde, gewann den Grand Prix Award bei den 30. Japan Record Awards im Jahr 1988. Einige der Backgroundtänzer sind später der Band SMAP beigetreten. Auch in den späten 1980er-Jahren konnte das weibliche Duo Wink an Popularität gewinnen. Sie lachten nicht, so wie es die anderen japanischen Idole aus den vergangenen Epochen getan haben. Sie debütierten 1988 und übertrafen die Popularität des meist populärsten Duos BaBe. Wink veröffentlichte das Lied Samishii Nettaigyo (jap. 淋しい熱帯魚) und bekamen damit den Grand Prix Award bei den 31. Japan Record Awards im Jahr 1989.
Nachdem die populäre Sängerin Hibari Misora 1989 verstarb, schlossen viele Kayōkyoku Sendungen, auch die populäre Sendung The Best Ten schloss.
Eine weitere Idol-Gruppe CoCo debütierte 1989 mit der Single Equal Romance, die als Titellied für die Anime-Serie Ranma ½ ausgesucht wurde. Tetsuya Komuro, damaliges Mitglied von TM Network, unterbrach im November 1989 Seiko Matsudas Rekord, 25 Singles auf der Höchstplatzierung in Reihenfolge zu erreichen, indem er mit seiner Single Gravity of Love auf Platz eins der Oricon-Charts am selben Verkaufstag wie Seiko Matsuda durchstartete.

### 1990er-Jahre: Prägung des Begriffs „J-Pop“

#### 1990 bis 1997: Wachsender Markt
In den 1990er-Jahren identifizierten sich alle Lieder mit dem Titel J-Pop, ausgeschlossen die Lieder der Enka-Musik.
Während dieser Periode suchte die japanische Musikindustrie nach der Effektivität dieser neuen Musik-Ära. Wichtige Beispiele sind Werbungen für die Musik, die von Agenturen bezahlt wurden, und Tetsuya Komuros Disco-Musik.
In der Zeit um 1990 bis 1993 dominierten Künstler, die mit Agenturen Verträge abgeschlossen hatten. Dazu gehören B’z, Tube, B.B.Queens, T-Bolan, ZARD, Wands, Maki Ohguro, Deen und Field of View. Diese Künstler wurden auch Being System (jap. ビーイング系; Bīingu kei; dt. Wesentliche System) genannt. Anzufügen ist, dass die Gruppe B’z einen neuen Rekord aufgestellt hatten und den Rekord, in Sachen Nummer eins Singles in einer Reihenfolge von Seiko Matsuda damit überholt haben. B’z ist auch die erfolgreichste Musikgruppe Japans und steht derzeit auf Platz eins der meistverkauften Künstler in Japan, mit mehr als 80 Millionen verkauften CDs und stehen somit in der Liste der meistverkauften Künstler weltweit. Auf der anderen Seite galt die Musikgruppe Wands als Pionier des J-Pop Boom, der 1990er-Jahre. Allerdings gerieten sie in einem Streit aneinander, da Gruppenmitglied Show Wesugi lieber Alternative Rock bzw. Grunge spielen wollte.
Viele Künstler erreichten die Zwei-Millionen-Marke in den 1990er-Jahren. Kazumasa Odas 1991 veröffentlichte Single Oh! Yeah! / Love Story wa Totsuzen ni (jap. ラブ・ストーリーは突然に), Chage and Askas, im selben Jahr, veröffentlichte Single Say Yes und die Single Yah Yah Yah aus 1993, Kome Kome Clubs 1992 veröffentlichte Single Kimi ga Iru Dake de (jap. 君がいるだけで/愛してる), Mr. Childrens 1994 veröffentlichte Single Tomorrow Never Knows und Namonaki Uta von 1995 (jap. 名もなき詩) sowie die Single Departures von Globe sind wichtige Beispiele für die Singles dafür. Das Album The Swinging Star von Dreams Come True war das erste Album in Japan, das sich mehr als drei Millionen Mal verkaufte. Dieser Rekord wurde allerdings im folgenden Jahr mit dem Album Atomic Heart von Mr. Children überboten, da sich dieses Album mehr als 3,43 Millionen Mal verkaufen konnte.
Das Duo Chage and Aska, die ihre Karriere im späten 1979 starteten, wurden erst in dieser Periode populär. Sie veröffentlichten in den frühen 1990er-Jahren eine Schleife aufeinander folgender Hits. Im Jahr 1996 waren sie ein Teil von MTV Unplugged, dies machte sie zu den ersten Asiaten, die das erreichten.

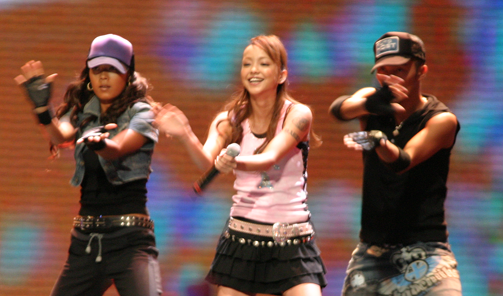
Namie Amuro (in der Mitte) 2005 bei MTV Asia Aid im thailändischen Bangkok

Nachdem TM Network sich im Jahr 1994 auflösten, wurde Tetsuya Komuro zu einem ernstzunehmenden Musikproduzenten. Die Periode von 1994 bis 1997 dominierte in Japan vom Dance und Techno Genre, die aus der Komuro Family (jap. 小室ファミリー; Komuro Famirī; dt. Komuro Familie) hervorgehen. Hierzu zählen TRF, Ryoko Shinohara, Yuki Uchida, Namie Amuro, Hitomi, Globe, Tomomi Kahala und Ami Suzuki. Zu dieser Zeit war Tetsuya Komuro verantwortlich für 20 Hits, jede dieser 20 Singles verkaufte sich jeweils über eine Million Mal. Im Jahr 1996 setzten Globe mit ihrem Album Globe die Leiste für das meistverkaufte Album in Japan höher, da sich das Album mehr als 4,13 Millionen Mal verkaufen konnte. Im folgenden Jahr, 1997, konnte Namie Amuro mit ihrer Single Can You Celebrate? 2,29 Millionen Platten verkaufen. Die Single ist bis heute die meistverkaufte Single eines weiblichen Künstlers in Japan. Wenn man Tetsuya Komuros produzierte Platten zusammenfasst, hat er mehr als 170 Millionen Platten als Produzent verkaufen können. Allerdings wurden seine Lieder ab dem Jahr 1998 weniger populär. In der Mitte der ersten Dekade des 21. Jahrhunderts führten seine Schulden ihn zu einem Versuch, seinen Liederkatalog, der tatsächlich nicht ihm selbst gehört, an einen Anleger zu verkaufen. Als der Anleger herausfand, dass Tetsuya Komuro nicht Inhaber der Rechte ist, versuchte Komuro, den Katalog an einen anderen Anleger zu verkaufen. Er bekam allerdings ein gerichtliches Urteil, dass er 600.000.000 japanische Yen (fast 5 Millionen €) zahlen soll, da er den ersten Anleger angelogen hatte.
Namie Amuro, die wahrscheinlich populärste Solo-Künstlerin in dieser Periode, kam von der Okinawa Actors School, wo ebenso erfolgreiche Bands wie Max und Speed ausgebildet wurden. Namie gehörte anfangs noch zur Komuro Family, langsam wendete sie sich aber vom Dance-Genre ab und ging mehr in Richtung R&B. Außerdem beendete sie ihre Freundschaft mit Tetsuya Komuro.
Tetsuya Komuros Band Globe wechselte im Jahr 2001 das Genre und wurde eine Trance-Band und veröffentlichten somit das Album Outernet.

#### 1997 bis 1999: kommerzieller Höhepunkt
Von 1997 bis 1999 erhöhten sich die Verkaufszahlen auf Rekordhöhen. Im Oktober 1997 veröffentlichte die Band Glay ihre Kompilation Review: The Best of Glay, die sich fast fünf Millionen Mal verkaufen konnte. Dies brach den Rekord der Gruppe Globe und Glay führten somit den Rekord für das meistverkaufte Album in Japan. Jedoch wurde dieser Rekord ein Jahr später von B’z gebrochen. Sie veröffentlichten ihre Kompilation B'z the Best „Pleasure“, welches sich mehr als 5,12 Millionen Mal verkaufen konnte. Das Jahr 1998 war der Höhepunkt in Sachen Verkäufe in Japan, im selben Jahr debütierte die Sängerin Hikaru Utada und veröffentlichte im März 1999 ihr Debütalbum First Love, welches sich mehr als 7,65 Millionen Mal in Japan verkaufen konnte und somit die Spitze der meistverkauften Alben in Japan und in Asien führt. Das Album verkaufte sich nämlich in Asien insgesamt mehr als zehn Millionen Mal.
In den späten 1990er-Jahren waren Rockgruppen wie zum Beispiel Glay, Luna Sea und L’Arc-en-Ciel in Japan populär. Die meisten zählen allerdings zur Visual-Kei-Bewegung, daher veränderten die Gruppen im Verlauf ihrer Karriere ihr Image. Zu dieser Zeit brachten japanische Rock-Musiker das Kayōkyoku-Genre in Vergessenheit. Dies führte unter anderem dazu, dass die Band Glay auf massive Art und Weise in den Medien gezeigt wurden und damit erfolgreich wurden, vergleichbar mit dem Erfolg des Sängers und populärsten Musikproduzenten Japans Tetsuya Komuro. Im Juli 1998 gaben Glay ein Konzert vor einem Rekord-Publikum, das 200.000 Menschen in der Makuhari Messe zählte. Dies wurde von den Guinness World Records als größtes Solo-Konzert in Japan ausgezeichnet. Im selben Monat veröffentlichten Glay auch zwei Alben an einem Tag. Beide Alben zusammen verkauften sich in der ersten Woche mehr als drei Millionen Mal.
Die Band X Japan verkündete ihre Auflösung im September 1997 und der Gitarrist Hide verstarb im Mai 1998. Auf seiner Beerdigung waren mehr als 50.000 Menschen, überwiegend Fans, dies brach den Rekord von der japanischen Kultur Ikone Hibari Misora, die 42.000 Menschen auf der Beerdigung zählte. Nach dem Tod von Hide wurden seine Single Pink Spider und sein Studioalbum Ja, Zoo mit Million (japanische Bezeichnung für den Diamant-Status) von der Recording Industry Association of Japan zertifiziert.
Die Firma Johnny & Associates produzierte viele erfolgreiche männliche Boygroups wie zum Beispiel SMAP, Tokio, V6, Kinki Kids und Arashi. Die Gruppe SMAP debütierten auf ihre eigene Art und Weise im Jahr 1990, sie warben für sich mit Talentshows und Singles. Einer der Sänger, Takuya Kimura, wurde schließlich ein populärer Schauspieler und nannte sich in seinen Künstlernamen Kimutaku um.
Auch weibliche Musikgruppen waren in den späten 1990er-Jahren populär. Die Gruppe Speed war sehr erfolgreich, allerdings wurde die Auflösung 1999 bekanntgegeben, bis dahin verkauften sie 20 Millionen Platten und im Jahr 2008 gaben sie ihr Comeback. Eine weitere Girlgroup namens Morning Musume war ebenfalls populär. Die Band wurde von Tsunku produziert, der Bandleader von Sharam Q. Durch den rasanten Erfolg gründete man das populäre Hello! Project.

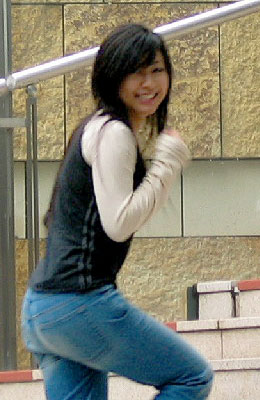
Hikaru Utadas First Love ist das meistverkaufte Album in der Oricon-Geschichte

Auch Solo-Künstler in den späten 1990er-Jahren und dem frühen 21. Jahrhundert gaben riesige Erfolge zum Nachweis. Weibliche Künstler wie Hikaru Utada, Ayumi Hamasaki, Misia, Mai Kuraki und Ringo Shiina wurden zu den Chartstürmern ihrer Zeit. Besonders hierbei war, dass diese Künstler ihre Lieder zum größten Teil selbst schrieben. Die Künstlerin Hikaru Utada ist die Tochter von Keiko Fuji, eine populäre Sängerin aus den 1970er-Jahren. Die Medien machten Ayumi Hamasaki und Hikaru Utada zu zeitnahen Rivalen und ein Wettbewerb-ähnlicher Kampf, der hauptsächlich von ihren Plattenfirmen ausging, wurde veranstaltet.
Der Künstler Zeebra brachte das Hip-Hop-Genre in die japanische Mainstream-Musik (J-Pop). Im Jahr 1999 kollaborierte Zeebra mit Dragon Ash und mit dem Titellied Grateful Days erreichten sie die Spitze der Oricon-Charts.

### 2000er-Jahre: Abwechslung

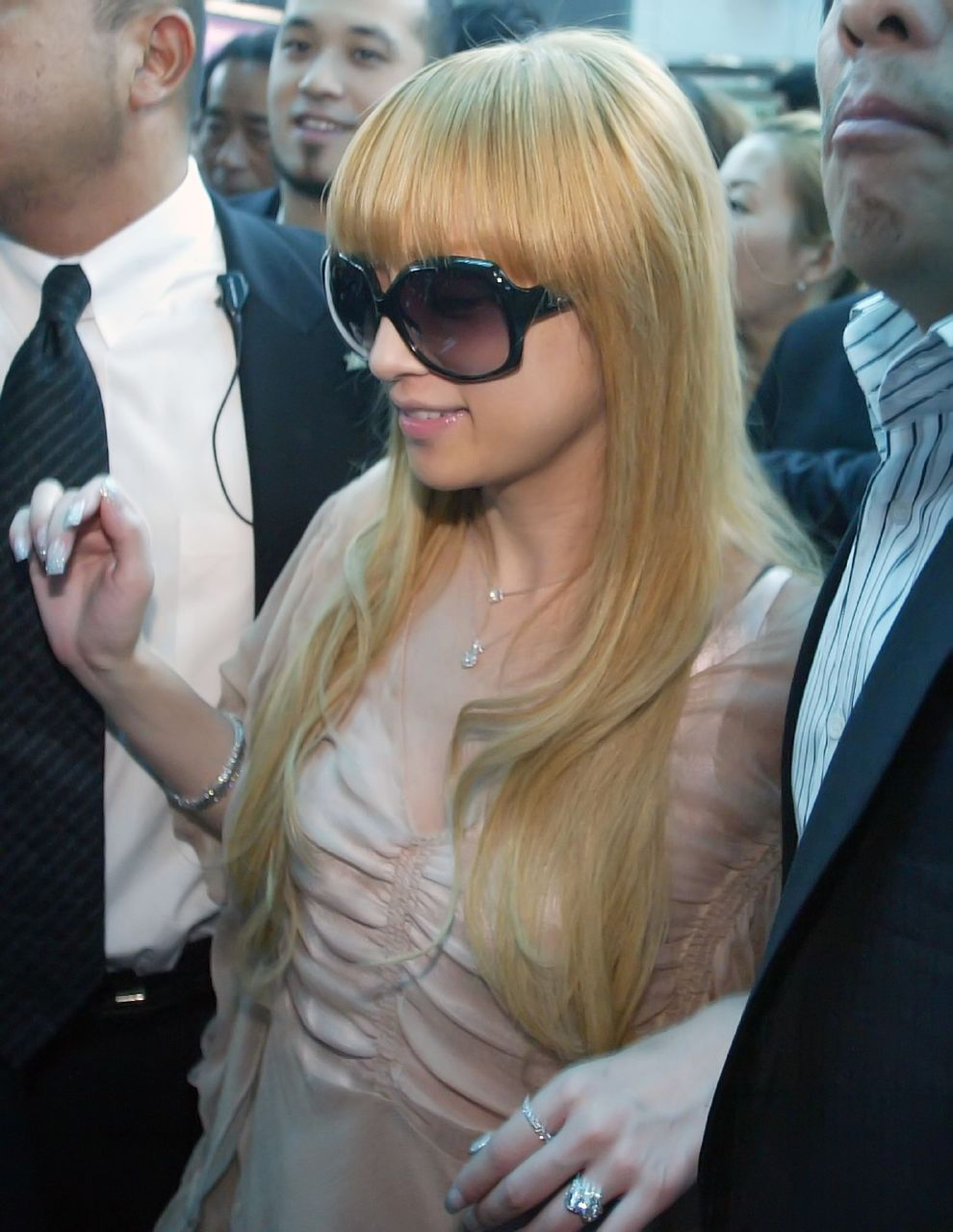
Ayumi Hamasaki in Taiwan, im März 2007. Sie hat mehr als 50 Millionen Tonträger, alleine in Japan verkauft und ist eine Mode- und Pop-Ikone

#### Avex Group
→ Weitere Informationen: Avex Group
Ayumi Hamasaki gewann den Grand Prix Award in drei aufeinanderfolgenden Jahren, von 2001 bis 2003. Dies schaffte bisher niemand. Obwohl Ayumi Hamasaki sehr erfolgreich wurde, argumentierte ihr damaliger Vorsitzender, Tom Yoda, dass ihre Taktik sehr riskant ist, da Avex die moderne Portfoliotheorie missachtet. Diese Sorge verschwand allerdings, nachdem weitere erfolgreiche Künstler eingestellt wurden. Dazu zählen zum Beispiel Ai Ōtsuka, Kumi Kōda und Exile, die unter Tom Yodas Management-Politik an Erfolg knüpfen konnten. BoA, eine populäre südkoreanische Sängerin, trat als Avex-Mitglied ebenfalls dazu. Sie als Südkoreanerin erreichte einen sehr hohen Erfolg, da sie Millionen CDs verkaufen konnte. Ihre Lieder wurden allerdings auf japanischer Sprache gesungen, daher auch J-Pop. Dies war ein sehr großer humanitärer Schritt, wegen des damaligen verklemmten Verhältnisses zwischen den beiden Staaten Japan und Südkorea. Außerdem öffnete sich damit das Tor zur Hallyu in Japan.

#### Chaku-Uta
Im Dezember 2002 startete der Download-Markt für Lieder, die man auch Chaku-Uta (jap. 着うた) nennt. Dieser Markt wurde vom Handy-Konzern au gegründet, eine Tochterfirma von KDDI. Der Download-Musikmarkt wuchs rasant und Hikaru Utadas Lied Flavor of Life, welches 2007 veröffentlicht wurde, wurde über sieben Millionen Mal allein in Japan runtergeladen und zählte seiner Zeit als meistverkaufte Download-Single der Welt. Im Oktober 2007 verkündete EMI Music Japan, dass Hikaru Utada die erste Künstlerin der Welt ist, die in einem Jahr mehr als zehn Millionen legale Downloads nachweisen kann. Einem Bericht aus dem Jahre 2009 der International Federation of the Phonographic Industry zufolge konnte die japanische Sängerin Thelma Aoyama mit ihrer im Jahr 2008 veröffentlichten Download-Single Soba ni Iru ne (jap. そばにいるね) mehr als 8,2 Millionen Downloads erwirtschaften. Dies ist seither die erfolgreichste Download-Single in Japan und wird in der Liste der weltweit meistheruntergeladenen Lieder geführt. Im selben Jahr konnte auch die Musikgruppe GReeeeN mit ihrer Single Kiseki (jap. 奇跡) mehr als 6,2 Millionen Downloads erwirtschaften.

#### Japanischer Hip-Hop und Urban Pop
→ Siehe auch: Japanischer Hip-Hop, Hip-Hop
In der ersten Dekade des 21. Jahrhunderts wuchs der Einfluss von Hip-Hop und R&B in das J-Pop-Genre ein. Im November 2001 veröffentlichte das R&B-Duo Chemistry ihr Debütalbum The Way We Are, welches sich mehr als 1,14 Millionen Mal in der ersten Woche verkaufen konnte und sich die Spitze der Oricon-Charts sicherte. Hip-Hop Gruppen wie Rip Slyme und Ketsumeishi schafften es ebenfalls auf die Spitze der Oricon-Charts.
Die Rockgruppe Orange Range ließ mit der Zeit einige Hip-Hop-Elemente in ihre Musik einfließen. Deren teils Hip-Hop beeinflusste Album Musiq verkaufte sich über 2,6 Millionen Mal und war das meistverkaufte Album im Jahr 2005 in Japan. Pop- und R&B-Sänger Ken Hirai war im folgenden Jahr, 2006, auf der Spitze der jährlichen Oricon-Album-Charts, da er mit seiner Kompilation 10th Anniversary Complete Single Collection '95-'05 Utabaka mehr als zwei Millionen CDs verkaufen konnte.
Das Pop- und Hip-Hop-Duo Halcali hatten die Ehre, als erste weibliche japanische Hip-Hop-Künstler die Oricon-Top-10-Charts zu betreten. Sie haben bereits auch im Jahr 2008 in Übersee zwei Konzerte gegeben, eines im Anime Central Fest in Chicago und eines im Central Park auf dem Japan Tag in New York City. Die männliche Tanz- und Musikgruppe mit R&B-Einflüssen, Exile, die beim Avex Sub-Label Rhythm Zone unter Vertrag stehen, haben mehrere Millionen Verkäufe und wurden daher auch mehrmals mit Million ausgezeichnet. Ihr Album Exile Love erreichte die Spitze der Oricon Yearly Album Charts im Jahr 2008.
Einer der ersten erfolgreichen Rapper Japans, Dohzi-T, kollaborierte mit vielen J-Pop-Künstlern wie zum Beispiel Shota Shimizu, Hiromi Go, Miliyah Katō und Thelma Aoyama für sein erfolgreiches Album 12 Love Stories, welches er 2008 veröffentlichte.
Während es im Jahr 2001 nur 132 neue Künstler in Japan gab, stieg die Zahl der Neulinge im Jahr 2008 auf 512. Im selben Jahr durften erstmals 14 Neulinge, darunter Thelma Aoyama, an der NHK Kōhaku-Uta-Gassen-Zeremonie, teilnehmen.

#### Popularität von Auftritten und ältere Musiker
→ Siehe auch: Fuji Rock Festival

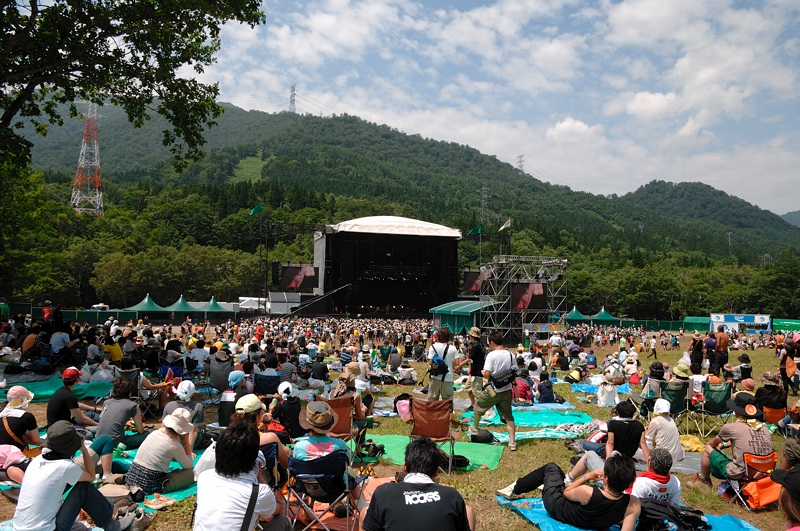
Green Stage vom Fuji Rock Festival

Rock-Musiker wie Mr. Children, B'z, Southern All Stars und Glay waren weiterhin die erfolgreichsten Künstler der ersten Dekade im 21. Jahrhundert. Das Lied Sign von Mr. Children gewann den Grand Prix Award bei den 46. Japan Record Awards 2004. Als die Gruppe ihr Album Home im Jahr 2007 veröffentlichten, wurde bestätigt, dass sie insgesamt in ihrer Karriere mehr als 50 Millionen Tonträger verkauft haben und dies sie auf Rang zwei der meistverkauften Künstler in Japan positioniert. Auf dem ersten Platz liegt B'z, die zu der Zeit mehr als 75 Millionen Tonträger verkaufen konnten und derzeit mehr als 80 Millionen nachweisen können. Das Album Home war auch das meistverkaufte Album in Japan, 2007.
Die Verkaufszahlen von CDs sind gesunken, jedoch ist das Publikum bei Auftritten gestiegen. Eikichi Yazawa war ein Teil eines Rock Festivals und war 2007 der erste Künstler, der 100 Konzerte im Nippon Budōkan gab.
Andere Künstler, wie zum Beispiel Namie Amuro, setzten ebenso ihre langjährige Karriere mit erfolgreichen Veröffentlichungen in dieser Periode fort. Ihre Tournee Namie Amuro Best Fiction Tour 2008–2009 wurde mit mehr als 450.000 Fans die größte Tour eines weiblichen Künstlers in Japan. Sie gab auch Konzerte auf Taiwan und in Shanghai, wo sie insgesamt mehr als 50.000 Fans zu Gast hatte. Nachdem der Künstler Kazumasa Oda sein Album Sōkana: Soutaisei no Kanata (jap. そうかな 相対性の彼方) veröffentlichte, brach er den Rekord des ältesten Künstlers an der Oricon-Spitze. Die älteste Künstlerin mit der Höchstplatzierung war Mariya Takeuchi mit ihrer Kompilation Expressions (2008), die gleichzeitig auch zur Künstlerin mit der längsten aktiven Karriere wurde.

#### Johnny & Associates
→ Weitere Informationen: Johnny & Associates
Die Boygroups von Johnny & Associates sind sehr bekannt. Im Jahr 2001 veröffentlichte deren Band SMAP die Kompilation SMAP Vest, die sich mehr als eine Million Mal in der ersten Woche verkaufen konnte. Im November desselben Jahres etablierte das Musiklabel J Storm mit ihrer Band Arashi. Die Single Sekai ni Hitotsu Dake no Hana (jap. 世界に一つだけの花), von SMAP, verkaufte sich mehr als zwei Millionen Mal und wurde die meistverkaufte Single im Jahr 2003 in Japan. 2007 wurde die Musikgruppe Kinki Kids für 25 Nummer-eins-Hits in Folge seit ihrem Debüt von den Guinness World Records mit dem Weltrekord ausgezeichnet. Männliche Künstler gewannen außerdem vier Mal in Folge bei den Kōhaku Uta Gassen. Außerdem war Arashi mit der Kompilation All the Best! 1999–2009 auf der Spitze der jährlichen Oricon-Charts im Jahr 2009. Die Kompilation hat sich seitdem fast zwei Millionen Mal verkauft.
Natürlich wurden auch andere Boygroups von Johnny & Associates produziert, dazu zählen Tackey & Tsubasa, NEWS, Kanjani Eight, KAT-TUN und Hey! Say! Jump. Die Debütsingle von Kat-Tun, welche Real Face hieß und von Tak Matsumoto komponiert wurde, erreichte mit mehr als eine Million verkauften Einheiten die Spitze der jährlichen Oricon-Charts im Jahr 2006. Im folgenden Jahr brach die Gruppe Hey! Say! 7, eine Gruppe des Sub-Labels Johnny’s Jr., den Rekord für die jüngsten Jungs, die es an die Spitze der Oricon-Charts schafften. Die Gruppenmitglieder hatten zu dieser Zeit ein durchschnittliches Alter von 14,8 Jahren. In den Oricon-Charts von 2008 war nur ein weiblicher Künstler in den Top 30 der meistverkauften Singles in Japan. Dies war Namie Amuro mit ihrer Single 60s 70s 80s, neben den geschlechtlich vermischten Musikgruppen waren überwiegend Männer (vor allem Boygroups) in den Charts.

#### Coverversionen und klassische Musik
Die Rockgruppe Ulfus veröffentlichte im Februar 2001 ihre Coverversion zu Ashita Ga Arusa (jap. 明日があるさ) von Kyū Sakamoto, die original im Jahr 1963 veröffentlicht wurde. Im März desselben Jahres veröffentlichte Yoshimoto Kogyos Band Re: Japan eine Coverversion desselben Liedes. Während die Version von Ulfus auf Platz acht fiel, stieg die Version von Re: Japan an die Spitze der Oricon Single-Charts.
Künstler Man Arai veröffentlichte 2003 seine Single Sen no Kaze ni Natte (jap. 千の風になって), die sich auf das westliche Gedicht Do Not Stand at My Grave and Weep bezieht. In Japan war das Gedicht aufgrund einer Vorlesung von Rokusuke Ei aus dem Jahre 1985 bekannt. Der japanische Tenor Masafumi Akikawa coverte das Lied im Jahr 2006. Die Version von Masafumi Akikawa gilt als erste klassische Single, die auf der Spitze der Oricon-Charts positioniert war, außerdem verkaufte sich diese Single mehr als eine Million Mal. Im folgenden Jahr, 2007, wurde es sogar die meistverkaufte CD-Single in Japan und konnte damit Hikaru Utadas Flavor of Life überbieten, die mit ihrem Lied auf Platz zwei positioniert war. Oricon behauptet allerdings, dass Sen no Kaze ni Natte von Masafumi Arikawa nicht in die J-Pop-Kategorie eingeordnet werden sollte. Dagegen klassifizierte Zen-On Music Company Ltd das Lied in die Kategorie J-Pop.
Hideaki Tokunaga coverte viele Lieder von weiblichen Künstlern in einer Reihe von Coveralben. Die Reihe hieß Vocalist und er veröffentlichte die Alben Vocalist (2005), Vocalist 2 (2006), Vocalist 3 (2007), Vocalist 4 (2010) und Vocalist Vintage (2012), dass auch Vocalist 5 genannt wurde. Im August 2007 konnte sich das Coveralbum Vocalist 3 zwei Wochen in Folge auf Platz eins der Oricon-Charts halten. Mit Vocalist 4, welches im Mai 2010 veröffentlicht wurde, konnte Hideaki Tokunaga als erster Künstler mit einem Coveralbum auf Platz eins der monatlichen Oricon-Charts einsteigen.
Viele verschiedene Künstler veröffentlichten im Jahr 2010 Coveralben. Darunter das erfolgreiche Coveralbum Request der Jazz beeinflussten Sängerin Juju und Kumi Kōdas Eternity: Love & Songs. Die Band Superfly veröffentlichten ein Coveralbum westlicher Rocklieder.
Die Sängerin Beni konnte mit ihrem im Jahr 2012 veröffentlichten Coveralbum Covers an den Erfolg dieses anknüpfen. Die eher nicht so populäre Künstlerin konnte das Album mehr als 200.000-mal verkaufen und landete eine Höchstplatzierung von Platz zwei. Besonders an dieser Veröffentlichung ist, dass sie sich mit dem Album mehr als 50 Wochen in den Charts halten konnte und die Lieder alle selbstgeschriebene englische Coverversionen von populären japanischen männlichen Künstlern sind. Das Album wurde ebenso bei den World Music Awards für das beste Konzeptalbum nominiert.

#### Einfluss von Neo Fōku und Neo Shibuya-kei
→ Siehe auch: Shibuya-kei, Synthie-Pop
Bands wie 19, Yuzu und Kobukuro wurden erst während dieser Periode populär. Ihre Musik wird auch Neo Fōku genannt. Im Oktober 2007 veröffentlichte die Band Kobukuro ihre Kompilation All Singles Best und die Kompilation verkaufte sich mehr als drei Millionen Mal. Das ist das erste Album männlicher Künstler, das im 21. Jahrhundert die drei Millionen Marke brechen konnte. Im Januar 2008 veröffentlichten sie ihr Album 5296 und drückten das Album Guilty der J-Pop Legende Ayumi Hamasaki, die denselben Veröffentlichungstag hatte, auf Platz zwei der wöchentlichen Oricon-Charts. Dies war Ayumi Hamasakis erstes Studioalbum, das nicht auf Platz 1 landete (sie hatte acht Nummer-eins-Studioalben in Folge).
Electro-Musikgruppen wie Plus-Tech Squeeze Box und Capsule werden Neo Shibuya-kei genannt. Yasutaka Nakata, ein Gruppenmitglied von Capsule, wurde der Lied-Produzent der Techno-Pop Band Perfume. Im April 2008 schaffte es die Gruppe Perfume erstmals mit ihrem Album Game an die Spitze der Oricon-Charts zu geraten, dies hat als Techno-Pop Band Yellow Magic Orchestra 25 Jahre zuvor mit dem Album Naughty Boys geschafft. Im Juli desselben Jahres veröffentlichten Perfume die Single Love the World, es debütierte auf Platz eins und ist die erste Electro-Pop-Single, die auf Platz eins der Oricon-Charts dokumentiert wurde. Später folgten mehrere Electro-Pop-Künstler wie Aira Mitsuki, Immi, Masami Mitsuoka, Sawa, Saori@Destiny und Sweet Vacation.

#### Anime-Musik, Image Song und Vocaloid
→ Weitere Informationen: Seiyū, Vocaloid
Während der späten 2010er-Jahre schloss sich die Anime-Musikindustrie, als Seiyū- und Image Songs, in Massen in die japanische Musik ein. War die Anime-Musik früher überwiegend von J-Pop und Visual-Kei-Liedern geprägt, floss durch die FanimeCon von 2006 auch die Indie-Musik mit in die Musik ein. Nachdem man, im Jahr 2007, die Stimme von Saki Fujita gesampelt hatte, um sie weiterzuentwickeln, entstand der Vocaloid Miku Hatsune und viele ihrer Lieder wurden auf der Videoplattform Nico Nico Douga gezeigt. Einige der Musiker, die Hatsune Miku als Sängerin ihrer Band verwendeten, bekamen sogar Plattenverträge von großen Plattenfirmen in Japan. Als Beispiele wären hierbei Livetune (Victor Entertainment) und Supercell (Sony Music) zu nennen. Die Band Supercell veröffentlichte Alben wie Re: Package und Supercell, die nicht unter dem Urheberrechtsschutz, der Japanese Society for Rights of Authors, Composers and Publishers (kurz JASRAC), eingetragen waren und somit die Tradition der Musiker, die bei den großen Plattenfirmen unter Vertrag standen, gebrochen haben, da sie keinen Anschluss zum System hatten.
Die Synchronsprecherin Nana Mizuki, veröffentlichte im Juni 2009 ihr Album Ultimate Diamond und wurde damit die erste Synchronsprecherin, in Japan, die ein Album auf Platz eins, der Oricon-Charts, platzieren konnte. Die fiktionale weibliche Band Hōkago Tea Time, aus der Anime-Serie K-On!, veröffentlichten eine EP, mit dem gleichnamigen Titel Hōka-go Tea Time, am 22. Juli 2009. Die EP debütierte auf Platz eins der Oricon-Charts und wurde somit das erste Nummer-eins-Album von Anime-Charakteren in Japan. Im Mai 2010 wurde das Duett-Album Exit Tunes Presents Vocalogenesis feat. Hatsune Miku veröffentlicht und konnte als erstes Vocaloid-Duett-Album den höchsten Rang in den Oricon-Charts erreichen. Das Album löste unter anderem das Coveralbum Vocalist 4, von Hideaki Tokunaga, von der Spitze ab, das vier Wochen in Reihenfolge auf Platz eins der Oricon-Charts war.

### Seit 2010: Idole dominieren im J-Pop
Zum Ende der 2000er-Jahre debütierten viele weitere Idol-Gruppen, wegen der vielfältigen Auswahl an Idol-Gruppen wird die Zeit der Idol-Gruppen auch Idol Sengoku Jidai (アイドル戦国時代) bezeichnet, was in deutscher Sprache so viel wie Idol Kampfzeitalter bedeutet. Die erfolgreichsten Gruppen der 2010er-Jahre sind zum Beispiel AKB48, Arashi, Kanjani8, Morning Musume und Momoiro Clover Z.
Kyary Pamyu Pamyu, ein Model inspiriert aus der Harajuku-Kultur, machte ihr Debüt im Jahr 2011 und erreichte an internationaler Bekanntheit, nachdem sie ihre erste Single Ponponpon veröffentlicht hatte, die von Künstlern wie Katy Perry und Ariana Grande erwähnt wurde. Produziert wurde sie von Yasutaka Nakata, die auch für die Musikgruppe Perfume verantwortlich ist.

## Auswirkungen und internationale Bekanntheit
J-Pop ist ein integraler Teil der japanischen Pop-Kultur und findet sich in Anime, Werbung, Filmen, TV-Sendungen, Computerspielen und anderen Kategorien in der japanischen Kultur wieder. Manche japanische Nachrichtensender spielen sogar ein J-Pop-Lied beim Abspann ab. In Anime und TV-Sendungen, besonders in Dramen, sind J-Pop-Lieder in der Einleitung und beim Abspann zu hören und diese ändern sich bis zu vier Mal im Jahr.
Über der letzte Dekade konnte J-Pop weltweit an Fans gewinnen, stark durch Computerspiele und Anime. Viele Computerspiele-Fans importierten sich in Japan veröffentlichte Spiele, bevor sie weltweit veröffentlicht wurden. Die Titellieder und die Musik der Spiele öffneten das Tor zum J-Pop und anderen Genres aus Japan. Als Beispiel ist die Kingdom-Hearts-Reihe erwähnenswert, denn hier sang die J-Pop-Sängerin Hikaru Utada die Titellieder. Ihre Single Easy Breezy war unter anderem auch als Titellied für den Nintendo DS verwendet. Durch wechselnde Musiktrends in Bangladesch und Indien hat J-Pop auch dort einige Aufmerksamkeit bekommen.
Das Duo Puffy AmiYumi hat auch bereits einige Veröffentlichungen für die Vereinigten Staaten gegeben. Sie hatten dort auch ihre eigene animierte Serie auf Cartoon Network, die Hi Hi Puffy AmiYumi hieß und dort seit 2004 für drei Staffeln lief.
Die Künstlerin Kyary Pamyu Pamyu unterzeichnete 2013 einen Plattenvertrag bei Sire Records und vermarktet seitdem ihre CDs in den Vereinigten Staaten und einigen weiteren internationalen Ländern.

## Künstler
→ Hauptartikel: Liste von J-Pop-Musikern
Einige J-Pop-Künstler sind extrem populär in Japan und haben einige Fans in anderen Ländern, insbesondere in Asien, aber auch in westlichen Ländern. Sie sind nicht nur ein Einfluss auf die Musik, sondern auch für die Mode. Als Oricon im Jahr 2007 die Liste mit den meistverkauften Künstlern in der Oricon-Geschichte herausgab, stellten sich Künstler wie (alphabetisch geordnet) Ayumi Hamasaki, B’z, Dreams Come True, Mr. Children und Southern All Stars an die Spitze. Unter den fünf ist Ayumi Hamasaki die einzige Solo-Künstlerin.

## J-Pop und die westliche Musikbranche
Seit langer Zeit schon kollaborieren westliche mit japanischen Künstlern, Beispiele mit berühmten Persönlichkeiten:
- Toshinobu Kubota mit Naomi Campbell (1996)[102]
- Chemistry mit Usher (2001)[103]
- Double mit De La Soul (2002)[104]
- Ai mit Trey Songz (2006)[105]
- Yuna Itō mit Céline Dion (2008)[106]
- Kumi Kōda mit Fergie (2008)[107]
- Beni mit Tynisha Keli (2009)[108]
- Hikaru Utada mit Ne-Yo (2009)[109]
- Ai mit Snoop Dogg (2010)[110]
- Verbal und Namie Amuro mit Lil Wayne (2011)[111]
- Jin Akanishi mit Jason Derulo (2011)[112]
- Kumi Kōda mit Omarion (2012)[113]
- Crystal Kay mit Lionel Richie (2012)[114]
- May J. mit Flo Rida (2013)[115]
- Hikaru Utada mit Skrillex (2019)